# Alessandra Keller
Alessandra Keller (* 27. Januar 1996) ist eine Schweizer Mountainbikerin, die im Cross-Country aktiv ist.

## Sportlicher Werdegang
Als Juniorin gehörte Keller zu den weltbesten Fahrerinnen im Cross Country (XCO). Bereits im Alter von 17 Jahren wurde sie 2013 Junioren-Weltmeisterin, ein Jahr später Junioren-Europameisterin. Nach dem Wechsel in die U23 stand sie 2016 erstmals auf dem Podium der Weltmeisterschaften. Zusammen mit Jolanda Neff gewann sie das Cross-Country-Etappenrennen Swiss Epic, ein Jahr später wurde sie Europameisterin in der U23.
Im Jahr 2018 hatte Keller ihre bisher beste Saison. Obwohl noch U23-Fahrerin, gewann sie im Juli in Andorra ihr erstes Rennen im UCI-Mountainbike-Weltcup in der Elite im Short Track (XCC) und war damit die Einzige, die Annika Langvad in der Saison 2018 im Short Track schlagen konnte. Im September krönte sie die Saison durch den Gewinn der Weltmeisterschaften in der U23.
Nach dem Wechsel in die Elite etablierte sich Keller in der erweiterten Weltspitze, ein weiterer Sieg oder eine Einzelmedaille bei internationalen Meisterschaften blieben ihr bis zur Saison 2021. Durch eine Knieverletzung im Januar 2021 konnte sie nicht vollständig an die Leistungen der Vorjahre anknüpfen, so dass sie sich – auch aufgrund der starken Konkurrenz aus dem eigenen Land – nicht für die Olympischen Sommerspiele in Tokio qualifizieren konnte.
In der Saison 2022 schaffte Keller endgültig ihren internationalen Durchbruch. Im Weltcup gewann sie in Vallnord zunächst erneut einen Short Track, bevor sie zwei Wochen später in Snowshoe ihren ersten Erfolg im olympischen Cross-Country folgen ließ. In einer unmkäpften Saison sicherte sie sich beim Weltcup-Finale in Val di Sole den Gewinn der Gesamtwertung sowohl im Cross-Country gesamt als auch im Short Track. Zudem gewann sie bei den Mountainbike-Weltmeisterschaften 2022 mit Silber im Short Track ihre erste Einzelmedaille in der Elite. 
In der Saison 2023 war Keller weiterhin eine der weltbesten Mountainbikerinnen. Neben einem Sieg in Pal Arinsal wurde sie Zweite der Weltcup-Gesamtwertung im Short Track und Fünfte im Cross-Country.
Im Winter praktizierte Keller wiederholt Cyclocross; von 2022 bis 2024 war sie dort dreimal in Folge Schweizer Meisterin. Im Straßenradsport gewann sie 2024 den Prolog des italienischen Rennens Trofeo Ponente in Rosa, an dem sie mit de Schweizer Nationalmannschaft teilnahm.

## Erfolge

### Mountainbike
2013
- Weltmeisterin (Junioren) – XCO
- Schweizer Meisterin (Junioren) – XCO
- Europameisterschaften (Junioren) – XCO
- ein Weltcup-Erfolg (Junioren) – XCO

2014
- Europameisterin (Junioren) – XCO

2016
- Weltmeisterschaften (U23) – XCO
- Gesamtwertung Swiss Epic mit Jolanda Neff

2017
- Weltmeisterschaften (U23) – XCO
- Europameisterschaften (U23) – XCO
- Europameisterin – Staffel XCR

2018
- Weltmeisterin (U23) – XCO
- Europameisterschaften – Staffel XCR
- Schweizer Meisterin (U23) – XCO
- ein Weltcup-Erfolg – Short Track XCC

2019
- Europameisterschaften – Staffel XCR

2021
- Europameisterschaften – Staffel XCR

2022
- ein Weltcup-Erfolg – Short Track XCC
- ein Weltcup-Erfolg – Cross-Country XCO
- Weltcup-Gesamtwertung Cross-Country
- Weltcup-Gesamtwertung Short Track
- Weltmeisterschaften – Short Track XCC

2023
- Schweizer Meisterin – XCO und XCC
- ein Weltcup-Erfolg – Short Track XCC

### Cyclocross
2021/2022
 Schweizer Meisterin
Cyclocross Meilen
2022/2023
 Schweizer Meisterin
2023/2024
 Schweizer Meisterin

### Straße
2024
Prolog Trofeo Ponente in Rosa